# Pogrzeb chłopski
Pogrzeb chłopski – obraz olejny polskiego malarza Józefa Szermentowskiego. Dzieło powstało w 1862 roku w Paryżu, obecnie znajduje się w zbiorach Muzeum Narodowego w Warszawie.
Józef Szermentowski, który od 1860 przebywał Francji i znalazł się pod wpływem malarzy z kręgu szkoły z Barbizon do końca życia malował polskie krajobrazy. Wiele jego prac świadczy o wrażliwości na krzywdę ludzką i wpisuje go do nurtu realizmu krytycznego.

## Opis obrazu
Przed bramą w zrujnowanym murze otaczającym wiejski kościółek stoi mężczyzna z dzieckiem. Obok na wozie, do którego zaprzężono parę wołów, leży trumna zbita z surowych desek. Biedna, chłopska rodzina straciła najprawdopodobniej żonę i matkę, dwojgu osamotnionych żałobników towarzyszy jedynie pies. Zza rozpadającego się muru wyłania się zarys starego kościoła, którego szczytowa ściana nosi cechy gotyckie. Obok widoczna jest wolnostojąca, drewniana dzwonnica. Otoczenie świątyni jest zaniedbane, mur się kruszy i sypie, wrastają w niego drzewa. Cmentarna brama ma już jedynie charakter symboliczny, bo została sklecona z nierównych i spróchniałych desek.
Znaczną część płótna stanowi partia nieba pokrytego burzowymi chmurami. Całość jest ciemna i ponura, jedynie zabłąkany promień światła oświetla wóz z trumną i osoby stojące obok.

## Interpretacje i nawiązania

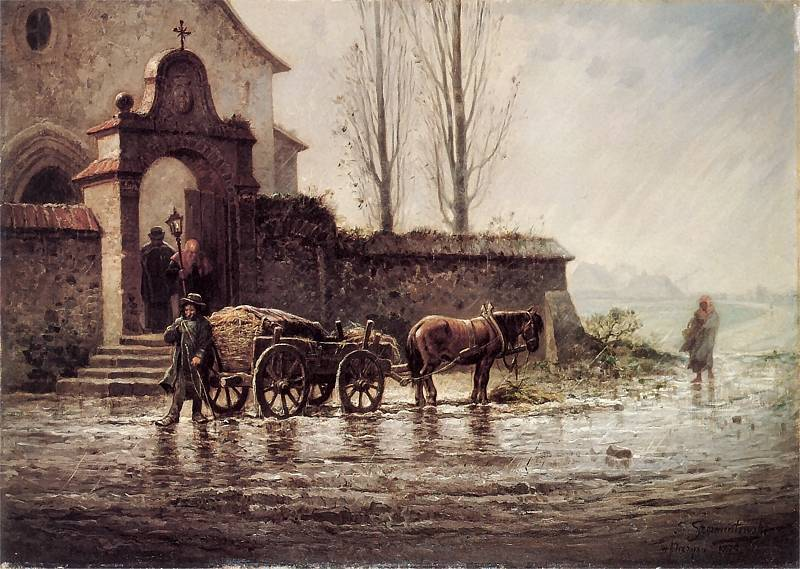
Biednemu wiatr w oczy, 1875.
Inny obraz Szermentowskiego poruszający tematykę niesprawiedliwości społecznej

Artysta podjął uniwersalną tematykę śmierci i przemijania osadzając ją w realiach polskiej, XIX-wiecznej wsi. I chociaż tytuł obrazu sugeruje, że mamy do czynienia ze sceną rodzajową, to autor zdecydował się na zepchnięcie rodzajowości do roli sztafażu. Dramaturgię sceny budują nie przedstawienia osób, ale pejzażu i natury. Gra światła i powietrza wprowadza nastrój beznadziei i jednocześnie uwypukla tragedię, nędzę i osamotnienie ludzi ukazanych pod cmentarną bramą.
Obraz Pogrzeb chłopski nosi cechy typowe dla malarstwa Barbizończyków, którzy skupiali się na przeżywaniu przyrody i doceniali rolę światła w swoich pracach. Jest to też dzieło romantyczne, ekspresyjnie ukazujące dramat człowieka. Analiza partii nieba pozwala dopatrzyć się wpływu pejzażystów holenderskich działających w XVII wieku.
W malarstwie polskim twórczość Szermentowskiego nie ma wielu odpowiedników, pewne podobieństwa można dostrzec jedynie w twórczości Władysława Maleckiego.